# Dalgaards Østerhøj

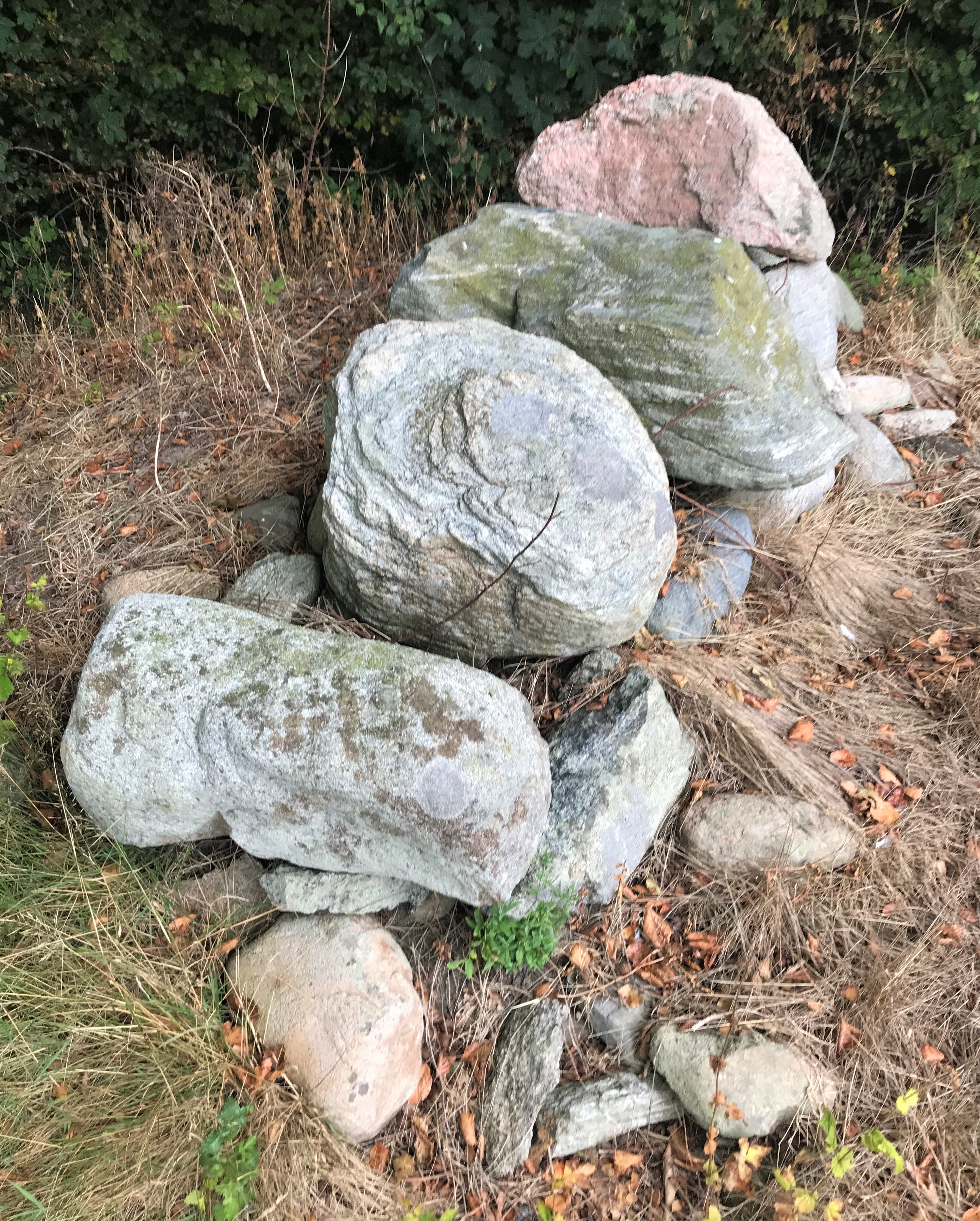
Trinddorris, Ansicht von Südwesten

Auf Dalgaards Østerhøj (alternative Schreibweisen: Østerhøi, Østerhöi) oder „Trinddorris“ befindet sich ein Grabhügel mit einer heute offen zutage liegenden Steinkiste. Die Fundstätte liegt westlich von Lødderup Nord, einem Ort bei Nykøbing Mors auf der dänischen Insel Mors. Sie befindet sich auf Privatgrund und ist nicht öffentlich zugänglich. Der Hügel und die Steinkiste wurden 1868 privat sowie 1873 und besonders 1920 öffentlich untersucht.

## Beschreibung
Beim Steinegraben auf dem Hügel fanden drei Personen 1868 eine etwa 1,85 m lange und einen Meter breite Nordost-Südwest orientierte geschlossene Steinkiste (dänisch Hellekiste) mit einer (sekundären) Bronzezeitbestattung inklusive eines Bronzeschwertes, Bruchstücken einiger Tutuli (Zierknöpfe) aus Bronze, einem Doppelknopf sowie einem größeren Goldring und einem kleineren Goldspiralring. 1920 wurde in der Kiste ein Feuersteindolch gefunden. Vor der Kiste fanden sich eine Speerspitze, Pfeilspitzen aus Feuerstein und drei Bernsteinperlen.

## Belege
1. ↑  Beschreibung kulturarv.dk (dänisch).
2. 1 2  Gravfund – Trinddorris/Østerhöi guderoggrave.dk (dänisch).

Koordinaten: 56° 47′ 7″ N, 8° 47′ 15″ O